# Kabamba
Kabamba è un ward dello Zambia, parte della Provincia Centrale e del Distretto di Serenje.